# آوده لیه
آلده لی (به هلندی: Oude Leije) یک منطقهٔ مسکونی در هلند است که در لیوواردرادیل واقع شده‌است. آلده لی ۲۵۵ نفر جمعیت دارد.